# Frank Converse
Frank Converse (* 22. Mai 1938 in St. Louis, Missouri) ist ein US-amerikanischer Schauspieler. Seine Schauspielkarriere umfasst über 85 Rollen in Produktionen für Film und Fernsehen. Bekannt wurde er besonders durch die Fernsehserie der 1970er Jahre Abenteuer der Landstraße, wo er den Trucker Will Chandler verkörperte.

## Leben und Karriere
Frank Converse, geboren 1938 in St. Louis im Bundesstaat Missouri, studierte zuerst an der Carnegie Tech, bevor er im Jahre 1966 in der US-Serie The Trials of O'Brien sein Fernsehdebüt gab. Der Durchbruch gelang ihm mit der Rolle des Michael Alden in der 13-teiligen Reihe Das Geheimnis der blauen Krone.
Seine erste Kinofilmrolle spielte Converse 1967 als Reverend Clem De Lavery in Otto Premingers Drama Morgen ist ein neuer Tag, in den Hauptrollen Michael Caine und Jane Fonda. Im selben Jahr stand er in einer Nebenrolle für John Sturges prominent besetzten Western mit James Garner, Jason Robards und Robert Ryan in Die fünf Geächteten als Marshal Virgil Earp vor der Kamera.
In den 1970er, 1980er, 1990er und 2000er Jahren spielte er überwiegend in TV-Filmen und populären Fernsehserien mit und man sah Converse nur noch vereinzelt in Kinofilmproduktionen, wie in Cliff Robertsons Actiondrama Der Pilot (1980), in Tsugunobu Kotanis Samuraifilm Das Schwert des Shogun (1981) oder in Everybody Wins – Ein schmutziges Spiel von Regisseur Karel Reisz (1990).
In Deutschland wurde er insbesondere durch seine Hauptrolle in der NBC-Fernsehserie Movin’ On (1974 bis 1976) bekannt, die hier unter dem Titel Abenteuer der Landstraße im ARD-Vorabendprogramm lief, in der er den Trucker Will Chandler spielte. 1989 sah man ihn in der Rolle des Delfinforschers Dr. Michael Larson in der 8-teiligen Miniserie Das Geheimnis der Delphine.

## Filmografie (Auswahl)

### Kino
- 1967: Morgen ist ein neuer Tag (Hurry Sundown)
- 1967: Die fünf Geächteten (Hour of the Gun)
- 1972: The Rowdyman
- 1980: Der Pilot (The Pilot)
- 1981: Das Schwert des Shogun (The Bushido Blade)
- 1982: Florida Match (Spring Fever)
- 1986: Solarfighters (Solarbabies)
- 1990: Everybody Wins - Ein schmutziges Spiel (Everybody Wins)
- 1992: Wer die Wahl hat (Primary Motive)
- 2012: Local Commercial (Kurzfilm)

### Fernsehen
- 1966: The Trials of O’Brien (Folge 1x17)
- 1967: Das Geheimnis der blauen Krone (Coronet Blue, 13 Folgen)
- 1967–1969: Heiße Spuren (N.Y.P.D., 49 Folgen)
- 1971/1972: FBI (The F.B.I., 2 Folgen)
- 1972: Alias Smith und Jones (Alias Smith and Jones, Folge 3x05)
- 1973: Columbo (Folge 2x05 Klatsch kann tödlich sein)
- 1974–1976: Abenteuer der Landstraße (Movin' On, 45 Folgen)
- 1976: Starsky & Hutch (2 Folgen)
- 1977: Quincy (Quincy, M.E., 2 Folgen)
- 1977: Make-up und Pistolen (Police Woman, Folge 3x17)
- 1977: Rhoda (Fernsehserie, Folge 3x22)
- 1977: Tod an Bord (Killer on Board, Fernsehfilm)
- 1978: Love Boat (The Love Boat, Folge 1x18)
- 1978: Die Sieben-Millionen-Dollar-Frau (The Bionic Woman, Folge 3x17 Unter Haien)
- 1980: Marilyn Monroe – Eine wahre Geschichte (Marilyn: The Untold Story, Fernsehfilm)
- 1983: The Family Tree (6 Folgen)
- 1984: Die unglaublichen Geschichten von Roald Dahl (Tales of the Unexpected, Folge 7x10)
- 1984–1987: Liebe, Lüge, Leidenschaft (One Life to Live, mind. 8 Folgen)
- 1985: Magnum (Magnum, P.I., Folge 6x03 Die große Lüge)
- 1985: Der Equalizer (The Equalizer, Folge 1x13)
- 1986: Hotel (Folge 3x21)
- 1987: Anne in Kingsport (Anne of Green Gables: The Sequel)
- 1987: Onkel Toms Hütte (Uncle Tom’s Cabin, Fernsehfilm)
- 1988: Im Dschungel der Großstadt (Alone in the Neon Jungle, Fernsehfilm)
- 1989: Das Geheimnis der Delphine (Dolphin Cove, 8 Folgen)
- 1990: Schreie aus dem Innern (Voices Within: The Lives of Truddi Chase, Fernsehfilm)
- 1991: Ich komme aus der Zukunft (Brother Future, Fernsehfilm)
- 1991–2008: Law & Order (5 Folgen)
- 1992–1993: Jung und Leidenschaftlich – Wie das Leben so spielt (As the World Turns, mind. 9 Folgen)
- 1995: Mord ist ihr Hobby (Murder, She Wrote, Folge 11x18 Immobilienhaie)
- 1998: Practice – Die Anwälte (The Practice, 2 Folgen)
- 2002: Criminal Intent – Verbrechen im Visier (Law & Order: Criminal Intent, Folge 2x07 Die Nanny)
- 2003: Our Town (Fernsehfilm)
- 2008: Lipstick Jungle (Folge 2x09)
- 2012: NYC 22 (Folge 1x07)

}